# Семёновский (Тогучинский район)
Семёновский — посёлок в Тогучинском районе Новосибирской области. Входит в состав Усть-Каменского сельсовета.

## География
Площадь посёлка — 26 гектаров.

## Население
| 2002 | 2007 | 2010 |
| ---- | ---- | ---- |
| 55   | ↗69  | ↘54  |

## Инфраструктура
В посёлке по данным на 2007 год отсутствует социальная инфраструктура.